# Arnoldo José Gabaldón
Arnoldo José Gabaldón Berti (Caracas, Venezuela, 24 de enero de 1938) es un ingeniero civil graduado de la Universidad Católica Andrés Bello, hijo del médico y político venezolano Arnoldo Gabaldón y de María Teresa Berti, poseedor de numerosos premios y condecoraciones, tal como la Medalla de Plata, otorgada por su participación en la Conferencia Mundial de Estocolmo sobre el medio ambiente. También ha publicado numerosos trabajos científicos, artículos y folletos, además de siete libros sobre hidráulica, desarrollo y desarrollo sostenible.

## Carrera
Arnoldo Gabaldón se graduó de ingeniería civil en la Universidad Católica Andrés Bello, y obtuvo el Master Science en ingeniería hidráulica en la Universidad de Stanford, California.
Ingeniero al servicio de la Sección de Presas de la División de Diseño, Dirección de Obras Hidráulicas, Ministerio de Obras Públicas, 1961-1963. Ingeniero al servicio de la Unidad de Planificación de la Dirección de Obras Hidráulicas, Ministerio de Obras Públicas, 1963-1964. Jefe de la Sección de Investigación de Proyectos de la División de Planeamiento, Dirección de Obras Hidráulicas, Ministerio de Obras Públicas, 1965-1967. Jefe de la Oficina de Planeamiento de la Dirección General de Recursos Hidráulicos, Ministerio de Obras Públicas, 1967-1971. Consultor, Comisión del Plan Nacional de Aprovechamiento de los Recursos Hidráulicos, 1972-1974. Ministro de Obras Públicas, 1974-1977. Miembro de la Asamblea del Fondo de Inversiones de Venezuela, 1975-1979. Ministro del Ambiente y de los Recursos Naturales Renovables, 1977-1979. Asesor Fundación Polar, 1979-. Presidente, Consultores Técnicos Integrales (CTI), S.R.L. 1979-1983. Diputado al Congreso de la República, 1984-1989 y 1989-1994. Presidente de la Comisión Presidencial para la Reforma del Estado (1986-1989). Consultor del Programa de Desarrollo de las Naciones Unidas para el Desarrollo (PNUD), 1989-. Asesor de Ecology and Environment, Inc. 1994-2005. Individuo de número de la Academia de Ciencias Físicas, Matemáticas y Naturales (2007).

## Publicaciones
Gabaldón ha elaborado 98 trabajos científicos, folletos y artículos entre los más destacados se encuentran:
- Diseño y Modelos Hidráulicos del vertedero de la presa de Guri. Con el cual buscaba poder aplicar sus conocimientos en Ingeniería Hidráulica para así aprovechar los planes de desarrollo de la cuenca del Caroní y obtener resultados prácticos.[3] Tesis de grado para poder optar por el título de Ingeniero Civil en la Universidad Católica Andrés Bello en 1960.
- El Desarrollo de los recursos Hidráulicos de la Región Centro-Occidental de Venezuela: Fue publicado en la I Conferencia de la Fundación para el Desarrollo de la Región Centro-Occidental de Venezuela en Barquisimeto, Estado Lara en 1965.[1]
- Plan Nacional de Obras Hidráulicas: Publicado en 1966.[1]
- Hacia un Método Venezolano de Evaluación de Proyectos de Riego y Saneamiento de Tierras: presentado en el V Seminario Latinoamericano de Irrigación en 1968.[1]
- Programa de Obras Hidráulicas 1970-1974: trabajo que realizó junto con los ingenieros Lizarralde, A. y Rivas, G. publicado en 1969.[1]
- Análisis Económico de las Alternativas para defender a Barcelona de las Crecientes del Río Neverí: trabajo que realizó conjuntamente con los ingenieros González, O.;  Castillo, E.; Delatre, J.; Moy, F.; Nery, L. en 1971.[1]
- La política de Riego: Una Nueva Estrategia: presentado en la IV Jornada Venezolana de Riego en Caracas, Venezuela, en noviembre de 1972.[1]
- Bioethical Dimensions of Sustainable Development: el cual desarrollo junto con Marisol Aguilera M., en el libro Environmental Management, Sustainable Development and Human Health.[1]
- Desarrollo sustentable y propiedad de los recursos naturales: publicado en el libro; Lo mio, lo tuyo, lo nuestro...Visiones sobre la propiedad.[1]

## Premios y condecoraciones
Gabaldón ha sido el ganador de varias condecoraciones y premios, gracias a su labor y colaboración, entre los más destacados se encuentran:
- Premio "Ernesto León" a la mejor tesis de Hidráulica, Colegio de Ingenieros de Venezuela en 1960.[1]

- Premio Jornadas Venezolanas de Riego: otorgado con menciones honoríficas por el trabajo presentado en el V Seminario Latinoamericano de Irrigación en 1971.
- Medalla de Plata. Oficina Regional para América Latina y el Caribe del Programa para el Medio Ambiente de las Naciones Unidas, con motivo de los 10 años de la Conferencia Mundial de Estocolmo sobre el Medio Ambiente Humano  en 1982.
- Premio Bienal al Mejor Libro de Texto en la categoría de Ciencias Sociales: "Desarrollo Sustentable. La Salida de América Latina". Otorgado por la Universidad Simón Bolívar en el 2006.
- Premio Municipal de Conservación Ambiental Kathy Phelps: otorgado el 5 de junio de 2000 por la Alcaldía del Municipio Guacara, estado Carabobo, Venezuela.